# バーダル

バーダル（Bardahl）は、エンジン用あるいは工作機械用潤滑油メーカーである。

## 概要
バーダル社はノルウェー移民であるオレ・バーダル（Ole Bardahl）によって、1939年にアメリカ合衆国・ワシントン州バラード（Ballard）で創業された。1950年代半ばにはエンジンオイルなどの分野でアメリカにおけるリーディングカンパニーの地位を得、その座に長く留まることはなかったが、今日においても北米、南米、アフリカなど各地域に販売網を持つ世界的な潤滑油メーカーのひとつとしての地位を保っている。
バーダル社はモータースポーツへの関与も盛んに行っており、中でも「ミス・バーダル（Miss Bardahl）」ブランドは航空機レース（エアレース）への協賛で知られ、自動車レースでは1960年代にF2チームを擁しヨーロッパ選手権を戦ったほか、アメリカ国内のストックカー、インディカーにおいてもスポンサーとして参戦を続けている。